# Papilio protenor
Papilio protenor  (лат.) — дневная бабочка из семейства парусников (Papilionidae).

## Описание
Бабочки крупных размеров, с темной окраской крыльев. Размах крыльев 112—125 мм. Хорошо выражен половой диморфизм: самцы тёмные, на задних крыльях в костальной части может располагаться продолговатое пятно. Самки в целом окрашены несколько светлее с яркими красными пятнами или перевязями в прикраевой области заднего крыла. Передние крылья у обоих полов широкие, серовато-черные с четко выделяющимися чёрными жилками и штрихами на всех полях между жилками. Задние крылья чёрные с продолговатым светло-кремовым пятном. В анальном углу имеется овальное красное пятно с черным центром (у самцов). У самок костальное светлое пятно на заднем крыле отсутствует, в прикраевой области имеется ряд красных полулунных пятен. Хвостики на задних крыльях отсутствуют, либо широкие и относительно короткие, в зависимости от подвида.

## Ареал
Япония, Корея, Китай (включая Тайвань), Малайзия, Мьянма, Индия, Лаос, Вьетнам.

## Биология
Время лёта с мая по август. Кормовые растения гусениц - род Citrus.